# Aditi Mittal
Aditi Mittal es una comediante, actriz y escritora india. Es una de las primeras mujeres en hacer stand up comedy en la India, y ha sido clasificada entre los 10 000 mejores comediantes de stand up de la India por The Times of India. El portal de internet CNNIBN.com la nombró como una de las 30 mujeres indias "más ingeniosas, inteligentes e increíblemente divertidas" a seguir en Twitter. Mittal ha escrito columnas y artículos en la revista Grazia Men, DNA, Firstpost.com y Financial Times (en la edición del fin de semana de Reino Unido).

## Trayectoria
Mittal es uno de los rostros más conocidos de la escena de la comedia stand up inglesa en India. En 2009, fue una de las cinco primeras indias en aparecer en un espectáculo de stand up solo para indios, llamado Local Heroes (Héroes locales), organizado por The Comedy Store del Reino Unido. Hoy en día, es una habitual de Canvas Laugh Factory y Comedy Store Mumbai, y ha actuado en lugares y festivales de humor en todo el país, clubes en el Reino Unido y en el Laugh Factory de Los Ángeles. Realizó su primer espectáculo en solitario "Cosas que no me dejaron decir" en julio de 2013 en la Canvas Laugh Factory, Mumbai. La gira incluía una aparición de la terapeuta sexual Dr. Mrs. Lutchuke y la "pensante" estrella de Bollywood Dolly Khurana.
Junto con otros cómicos indios y sudafricanos, Mittal ha formado parte de la serie documental Stand-Up Planet, donde se muestra las experiencias personales de los cómicos internacionales más divertidos que también comparten las verdades más duras de sus realidades. Ha aparecido también en el programa Phenking News de CNN-IBN con Cyrus Broacha, y es un elemento básico en el programa de sátira política de Jay Hind. Fue una de las fundadoras de los Premios Ghanta y los Premios Filmfail, dos de los mayores programas de premios de parodia de la India. Ha participado en Ripping the Decade con Vir Das, Fools Gold Awards en Comedy Central India, y Bollywood OMG en Channel V.
Mittal apareció en BBC World y BBC America entre los "pioneros de la India", y apareció en BBC Asia con RJ Nihal. Su material ha sido descrito como "mordaz y vanguardista". Sus chistes cubren todo, desde Osama bin Laden a compresas, o niños pequeños a las ganadoras de Miss India. Ha declarado: "Mi estilo de humor es personal, basado en la observación". Desarrolló el personaje de la Doctora Lutchuke porque no le gustaba la forma en la que los medios de comunicación retrataban el sexo. Ha hablado en la primera exposición sobre sexo de India Today, en WIFT India (Mujeres en el Cine y la Televisión), en la Escuela de Negocios de India, Hyderabad y en festivales de comedia de todo el país.
Es fan de Tina Fey y Kristen Wiig, entró en la escena de la comedia stand up después de dejar su trabajo en Nueva York y mudarse a la India. Atraída por el creciente interés en ello, se entrenó a sí misma, y posteriormente pasó a las actuaciones en vivo. Habla con fluidez el inglés y el hindi y entiende el francés y el español, cree que el humor es la mejor solución para combatir la seriedad.[cita requerida]
En diciembre de 2014, apareció como parte del panel de Roast en el Knockout de AIB (All India Bakchod). En febrero de 2015, fue invitada en el programa The Now Show de la BBC Radio 4. La serie de Mittal en YouTube Bad Girls muestra a las mujeres activistas. El primer episodio, lanzado en febrero de 2017, se centró en Nidhi Goyal.

## Controversia de #MeToo
En 2018, fue acusada de acoso sexual por la cómica Kaneez Surka, que dijo que Mittal la besó con fuerza en la boca. Mittal reaccionó de forma hostil cuando Surka sacó el tema y luego se negó a admitir que había hecho algo, lo que llevó a Surka a publicar lo que había sucedido en Twitter. En octubre de 2018, Mittal "dijo que le dio a la artista de improvisación, que estaba presentando un micrófono abierto, un pico en los labios 'como una broma parte de la actuación'" y "se disculpó más tarde con Surka cuando se dio cuenta de la incomodidad que había causado".

## Reconocimientos
En 2013, Mittal fue invitada por la BBC para la prestigiosa Conferencia 100 Mujeres en Londres. En octubre de 2014, fue incluida de nuevo en las 100 Mujeres de la BBC.